# 香港中文大學（深圳）公共政策學院
香港中文大學（深圳）公共政策學院（英語：School of Public Policy, The Chinese University of Hong Kong, Shenzhen，简称SPP），成立于2024年，是香港中文大學（深圳）的隶属学院之一。公共政策学院为一所研究生学院，目前开设有公共政策、城市学2个硕士专业。郑永年教授为首任院长。

## 学院定位
公共政策学院为一所研究生学院，其将办学目标定位为构建原创性的中国公共政策和管理知识体系，并为国际社会、国家及粤港澳大湾区培养掌握世界前沿公共政策工具的公共政策人才。

## 组织架构

### 主管人员
- 院长：郑永年教授[1]